# Selección de fútbol sub-17 de Turkmenistán
La Selección de fútbol sub-17 de Turkmenistán es el equipo que representa al país en el Mundial Sub-17 y en el Campeonato Sub-16 de la AFC; y es controlado por la Federación de Fútbol de Turkmenistán.

## Participaciones

### Mundial Sub-17
| Año                         | Fase            | Posición        | PJ              | PG              | PE              | PP              | GF              | GC              |
| --------------------------- | --------------- | --------------- | --------------- | --------------- | --------------- | --------------- | --------------- | --------------- |
| China 1985                  | No se clasificó | No se clasificó | No se clasificó | No se clasificó | No se clasificó | No se clasificó | No se clasificó | No se clasificó |
| Canadá 1987                 | No se clasificó | No se clasificó | No se clasificó | No se clasificó | No se clasificó | No se clasificó | No se clasificó | No se clasificó |
| Escocia 1989                | No se clasificó | No se clasificó | No se clasificó | No se clasificó | No se clasificó | No se clasificó | No se clasificó | No se clasificó |
| Italia 1991                 | No se clasificó | No se clasificó | No se clasificó | No se clasificó | No se clasificó | No se clasificó | No se clasificó | No se clasificó |
| Japón 1993                  | No se clasificó | No se clasificó | No se clasificó | No se clasificó | No se clasificó | No se clasificó | No se clasificó | No se clasificó |
| Ecuador 1995                | No se clasificó | No se clasificó | No se clasificó | No se clasificó | No se clasificó | No se clasificó | No se clasificó | No se clasificó |
| Egipto 1997                 | No se clasificó | No se clasificó | No se clasificó | No se clasificó | No se clasificó | No se clasificó | No se clasificó | No se clasificó |
| Nueva Zelanda 1999          | No se clasificó | No se clasificó | No se clasificó | No se clasificó | No se clasificó | No se clasificó | No se clasificó | No se clasificó |
| Trinidad y Tobago 2001      | No se clasificó | No se clasificó | No se clasificó | No se clasificó | No se clasificó | No se clasificó | No se clasificó | No se clasificó |
| Finlandia 2003              | No se clasificó | No se clasificó | No se clasificó | No se clasificó | No se clasificó | No se clasificó | No se clasificó | No se clasificó |
| Perú 2005                   | No se clasificó | No se clasificó | No se clasificó | No se clasificó | No se clasificó | No se clasificó | No se clasificó | No se clasificó |
| Corea del Sur 2007          | No se clasificó | No se clasificó | No se clasificó | No se clasificó | No se clasificó | No se clasificó | No se clasificó | No se clasificó |
| Nigeria 2009                | No se clasificó | No se clasificó | No se clasificó | No se clasificó | No se clasificó | No se clasificó | No se clasificó | No se clasificó |
| México 2011                 | No se clasificó | No se clasificó | No se clasificó | No se clasificó | No se clasificó | No se clasificó | No se clasificó | No se clasificó |
| Emiratos Árabes Unidos 2013 | No se clasificó | No se clasificó | No se clasificó | No se clasificó | No se clasificó | No se clasificó | No se clasificó | No se clasificó |
| Chile 2015                  | No se clasificó | No se clasificó | No se clasificó | No se clasificó | No se clasificó | No se clasificó | No se clasificó | No se clasificó |
| India 2017                  | Por definirse   | Por definirse   | Por definirse   | Por definirse   | Por definirse   | Por definirse   | Por definirse   | Por definirse   |
| Total                       | 0/16            | 0º              | 0               | 0               | 0               | 0               | 0               | 0               |

### Campeonato Sub-16 de la AFC
| AFC U-16 Championship | AFC U-16 Championship    | AFC U-16 Championship    | AFC U-16 Championship    | AFC U-16 Championship    | AFC U-16 Championship    | AFC U-16 Championship    | AFC U-16 Championship    | AFC U-16 Championship |
| Año                   | Resultado                | J                        | G                        | E                        | P                        | GF                       | GC                       |                       |
| --------------------- | ------------------------ | ------------------------ | ------------------------ | ------------------------ | ------------------------ | ------------------------ | ------------------------ | --------------------- |
| antes de 1990         | Parte de Unión Soviética | Parte de Unión Soviética | Parte de Unión Soviética | Parte de Unión Soviética | Parte de Unión Soviética | Parte de Unión Soviética | Parte de Unión Soviética |                       |
| 1992                  | No participó             | No participó             | No participó             | No participó             | No participó             | No participó             | No participó             |                       |
| 1994                  | No clasificó             | No clasificó             | No clasificó             | No clasificó             | No clasificó             | No clasificó             | No clasificó             |                       |
| 1996                  | No clasificó             | No clasificó             | No clasificó             | No clasificó             | No clasificó             | No clasificó             | No clasificó             |                       |
| 1998                  | No clasificó             | No clasificó             | No clasificó             | No clasificó             | No clasificó             | No clasificó             | No clasificó             |                       |
| 2000                  | No participó             | No participó             | No participó             | No participó             | No participó             | No participó             | No participó             |                       |
| 2002                  | No clasificó             | No clasificó             | No clasificó             | No clasificó             | No clasificó             | No clasificó             | No clasificó             |                       |
| 2004                  | No clasificó             | No clasificó             | No clasificó             | No clasificó             | No clasificó             | No clasificó             | No clasificó             |                       |
| 2006                  | No clasificó             | No clasificó             | No clasificó             | No clasificó             | No clasificó             | No clasificó             | No clasificó             |                       |
| 2008                  | Fase de grupos           | 3                        | 0                        | 0                        | 3                        | 1                        | 12                       |                       |
| 2010                  | No clasificó             | No clasificó             | No clasificó             | No clasificó             | No clasificó             | No clasificó             | No clasificó             |                       |
| 2012                  | No participó             | No participó             | No participó             | No participó             | No participó             | No participó             | No participó             |                       |
| 2014                  | No clasificó             | No clasificó             | No clasificó             | No clasificó             | No clasificó             | No clasificó             | No clasificó             |                       |
| 2016                  | No clasificó             | No clasificó             | No clasificó             | No clasificó             | No clasificó             | No clasificó             | No clasificó             |                       |
| Total                 | 1/17                     | 3                        | 0                        | 0                        | 3                        | 1                        | 12                       |                       |